# 章袞
章衮（1489年—1549年），字汝明，號介庵，江西临川县人。明朝官员。

## 生平
治《詩經》，行六，由府學生中式壬午科（1522年）江西鄉試第二名舉人，年三十五歲中式嘉靖二年（1523年）癸未科會試第三百七十一名，第二甲第五十名進士。三年選授山東道御史，督學南畿，狷介端嚴，請屬不行，士習一時蹶興，務講求經濟實學，痛黜詞章之習，以劾左道亂政，譏刺時宰左遷，相從講學者益衆。稍遷南京吏部考功司郎中，十九年八月升陜西按察司副使、提督學政，乞休，不俟報而行，被黜为民。

## 著作
所著《章子瑣言》、《學庸口義》及詩文若干卷。

## 家族
曾祖章貴彦。祖父章大楷。父章效英。母舒氏。永感下。兄章甫、弟章芾。